# August Achilles

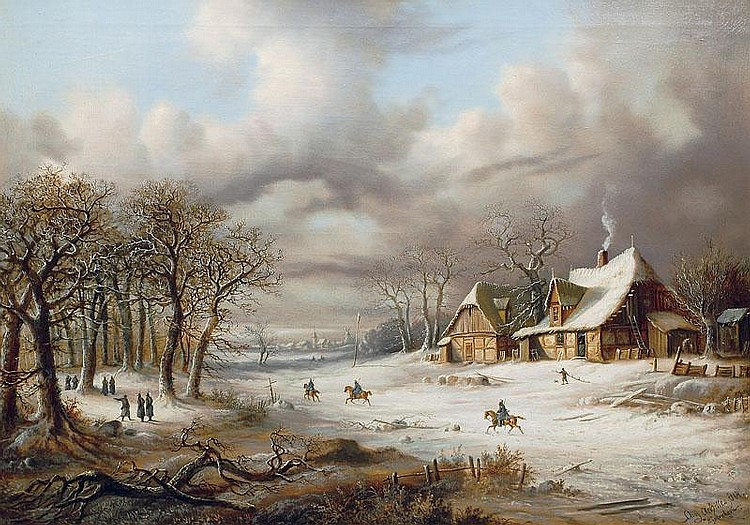
Winterlandschaft mit Soldaten vor einem Gehöft (1864)

August Friederich Johann Achilles, in der Literatur häufiger falsch als Ernst August Achilles (* 16. März 1798 in Rostock; † 9. Februar 1861 in Altona) war ein deutscher Zeichner und Lithograf.

## Leben
August Achilles war Sohn des aus Sachsen gebürtigen Musketiers August Johann Achilles und dessen Ehefrau Anna Marie Friederike, geb. Koch, aus Stralsund.
Achilles ging bei einem Tischler in die Lehre und dann auf Wanderschaft als Geselle, wobei er den Instrumentenbau erlernte und sich in Berlin im Zeichnen ausbildete. 1821 leistete er seine Militärzeit in Güstrow ab und kehrte ein Jahr später nach Rostock zurück. Hier heiratete er Johanna Fintzenhagen, die Tochter eines in Russland gefallenen Hautboisten. In Rostock richtete er eine eigene Druckerei ein. Dort erschien 1823 seine erste Lithografie, eine Stadtansicht von Doberan.
1830 wurde Achilles nach Schwerin berufen und zum Hofzeichner ernannt. Er fertigte u. a. Bildnisse des Generals von Kamptz und der Tänzerfamilie Bernadelli sowie Ansichten von Schweriner Gebäuden. Versuche, an anderen Orten wie Hamburg, Hannover, Boizenburg oder Wittenburg Fuß zu fassen, scheiterten und so findet man die Familie Achilles 1849 wieder in Schwerin, wo August u. a. den Einzug des Großherzogs Friedrich Franz II. mit seiner ersten Gemahlin Auguste lithografierte. Auch in den Folgejahren fertigte er mehrere Fürstenbildnisse, darunter das Kinderbild Friedrich Franz III.
Als bei dem Künstler ein Augenleiden ausbrach, geriet die Familie schnell in finanzielle Schwierigkeiten. Nach dem Verkauf der eigenen Presse und erfolglosem Versuch der Gründung einer Zeichenschule in Rostock ging die Familie nach Altona und Achilles arbeitete im Verlag Ch. Fuchs in Hamburg.
Achilles gilt als der Erste, der die Lithografie in Mecklenburg einführte.